# 邵志清
邵志清（1966年—），男性，江苏常熟人，汉族，中华人民共和国政治人物、第十二届全国人民代表大会上海地区代表。
毕业于中国科学院软件研究所基础数学专业，加入中国致公党，担任上海市经济和信息化委员会副主任。2008年起担任全国人大代表。2013年，被选为全国人大代表。2018年2月24日，当选为第十三届全国人大代表。
2024年1月，当选为上海市政协副主席。